# Sarabande (Album)
Sarabande ist ein Album des englischen Musikers Jon Lord, das 1976 erschien.
Das Album wurde vom 3. bis 6. September 1975 in Oer-Erkenschwick, laut Covertext „in der Nähe von Düsseldorf“ mit der Philharmonia Hungarica unter Eberhard Schoener aufgenommen.

## Inhalt
Der Keyboarder von Deep Purple knüpfte hier an die musikalische Form der Suite aus der Barockmusik eines Johann Sebastian Bach an. Jeder Track erinnert an einen barocken Tanz: Fantasie, Sarabande, Aria, Gigue, Bourrée, Pavane, Caprice.

## Plattencover
Das Cover zeigt die Zeichnung der sich selbst verzehrenden mythologischen Schlange Ouroboros auf der drei unbekleidete Frauen reiten. Dabei ähnelt die Frau auf der rechten Seite in ihrer Position derjenigen auf dem Cover des späteren Albums Lovehunter von Whitesnake, bei dem Lord ebenfalls mitwirkte. Das Design des Plattencovers wurde von Kosh entworfen, die Illustration stammen von Michael (Mike) Bryan und Fotos von Fin Costello.

## Rezeption
Sarabande erreichte am 15. Oktober 1976 Rang 32 der deutschen Albumcharts und konnte sich eine Monatsausgabe (≈ 4 Wochen) in den Charts platzieren. In Österreich platzierte sich das Album erstmals am 15. Januar 1977 in den Charts und erreichte dabei Rang 19. Hier platzierte sich das Album ebenfalls eine Monatsausgabe in den Charts. In beiden Ländern avancierte Sarabande zum ersten Chartalbum von Lord.
| ChartsChartplatzierungen | Höchstplatzierung | Wochen |
| ------------------------ | ----------------- | ------ |
| Deutschland (GfK)        | 32 (4 Wo.)        | 4      |
| Österreich (Ö3)          | 19 (4 Wo.)        | 4      |

## Titelliste
Alle Titel wurden von Jon Lord geschrieben.
1. Fantasia – 3:30
2. Sarabande – 7:20
3. Aria – 3:42
4. Gigue – 11:06
5. Bourée – 11:00
6. Pavane – 7:35
7. Caprice – 3:12
8. Finale – 2:03

## Neuarrangement
Neu arrangierte sinfonische Versionen der kompletten Sarabande-Suite wurden am 18. September 2010 in Budapest, am 30. Oktober in Sofia und am 15. November in Essen live uraufgeführt. Gegenüber der Originalversion von 1975 änderte Lord die Orchestrierung von Aria, welches ursprünglich lediglich auf Klavier und Synthesizern gespielt wurde, ebenso wie bei Caprice, das vorher nur von der Band eingespielt wurde. Der auf der Originalaufnahme von 1975 über Tonbandschleifen eingespielte Abschnitt Parade of Themes aus Finale wurde dahingehend umarrangiert, dass er live aufgeführt werden konnte. Die finale Liveversion wurde schließlich am 4. April 2014 in der Londoner Royal Albert Hall aufgeführt.